# Apocalisse a Frogtown - La città delle rane
Apocalisse a Frogtown - La città delle rane (Hell Comes to Frogtown) è un film del 1988 diretto da Donald G. Jackson e Robert J. Kizer. È una storia di ambientazione fantascientifica post apocalittica.

## Trama
In un mondo ormai ridotto ad un deserto alcune donne vengono rapite, Sam Hell verrà inviato al recupero, anche se riluttante all'idea verrà costretto grazie ad un congegno esplosivo che esploderebbe in caso di rifiuto o ribellione.

## Sequel
Il film ha avuto due seguiti: Return to Frogtown, diretto da Donald G. Jackson, uscito nel 1993 e Toad Warrior, diretto da Donald G. Jackson e Scott Shaw, girato nel 1996 ma pubblicato solamente nel 2002 col titolo di Max Hell Frog Warrior.